# Gardasil
Gardasil, cunoscut și sub denumirea de Gardisil sau Silgard, este un vaccin produs de către compania Merck pentru a preveni infecția cu anumite tipuri de virusuri umane de tip papiloma (HPV), mai precis virusurile umane papiloma tipurile 16, 18, 6 si 11. HPV tipurile 16 și 18 cauzează în prezent aproximativ 70% din cancerele de col uterin, 26% din cancerele la nivelul capului și gâtului și multe cancere vulvare, vaginale, ale penisului la barbat si cancere de anus 
.  HPV tipurile 6 și 11 cauzează aproximativ 90% din verucile genitale.
Gardasil poate doar preveni, nu și trata infecția cu HPV, și pentru a fi eficient trebuie administrat înainte ca infecția cu HPV sa apară. Unele tulpini de HPV sunt transmise sexual. HPV-16 are o rată de transmitere de 60% in interiorul cuplurilor.
Agenția federală de control al alimentelor si administrării medicamentelor din SUA (U.S. Food and Drug Administration, FDA) recomandă vaccinarea înainte de adolescență și înainte de începerea vieții sexuale.

## Istoric
Cercetarea care a dus la descoperirea acestui vaccin a început în anii 80, prin contribuția unor echipe de cercetători de la Universitatea din Rochester (University of Rochester), Universitatea din Georgetown (Georgetown University), și de la Institutul Național de Cancer din SUA (National Cancer Institute sau NCI) din SUA. În 1991, oameni de știință australieni de la University of Queensland au găsit o metodă sa creeze particule asemănătoare cu cele virale (en:virus-like particles sau VLP) fără capacitatea de a infecta, dar care ar putea totuși stimula un răspuns imun. Totuși, aceste așa numite VLP erau puțin stabile și nu aveau aceași structură cu virusul papiloma infecțios (HPV). În 1993, un laborator al Institutului Național de Cancer din SUA, a reușit sa genereze VLP-uri HPV16 care aveau morfologia corectă. Aceste VLP au constituit baza dezvoltării componentei HPV16 din vaccinul Gardasil. Istoria descoperirii acestui vaccin e descrisă de către McNeil.  După începerea comercializării vaccinului, a apărut o controversă cu privință la drepturile de proprietate intelectuală între diversele grupuri care au jucat un rol în dezvoltarea vaccinului.

### Studii clinice
Merck & Co. a efectuat un studiu clinic de fază a III-a, numit "Femei Unite pentru a Reduce Unilateral Riscul de Boala Endo/Ectocervicală" (Females United to Unilaterally Reduce Endo/Ectocervical Disease, FUTURE II). Acest studiu clinic a fost unul de tip "dublu orb" și randomizat pentru o valoare statistică crescută, cu un grup de tip control care a primit un preparat de tip placebo (fără nici o substanță activă) și un grup caruia i s-a administrat vaccinul. Peste 12.000 de fete si femei cu vârste cuprinse între 16 și 26 de ani, din treisprezece țări, au participat în acest studiu. Fiecare femeie a fost injectată fie cu preparat placebo fie cu Gardasil în ziua 1, luna 2 si luna 6. În total, Gardasil a fost administrat la 6.082 de femei si 6.075 femei au primit placebo.
Merck a testat vaccinul pe câteva sute de fete cu vârste cuprinse între 11 și 12 ani. În data de 27 februarie 2006, comitetul independent de monitorizare a datelor obținute si a siguranței studiului a recomandat oprirea acestui studiu clinic din motive etice, și anume pentru că fetele care au primit placebo ar trebui să aibă șansa să primească Gardasil.